# Ernst Lemberger
Ernst Lemberger (* 9. Juli 1906 in Wien, Österreich-Ungarn; † 3. Dezember 1974 ebenda) war österreichischer Rechtsanwalt, Diplomat und Widerstandskämpfer. Er war unter anderem Botschafter in Brüssel, Washington, D.C. und Paris.

## Leben
Ernst Lemberger war ein Sohn des Gewerkschafters Adolf Lemberger und der Gewerkschafterin Bertha Wiesner. Lemberger studierte Jura an der Universität Wien und wurde 1930 promoviert. Er wurde Mitglied der SDAP und des Republikanischen Schutzbundes.
Bereits 1934 beteiligte sich Lemberger an den sogenannten Februarkämpfen in Wien. 1943 trat Lemberger, der als Kohlenarbeiter in Carmaux tätig war, der französischen Résistance unter dem Decknamen Jean Lambert bei. Von 1944 bis 1945 wurde er Auslandsvertreter des Provisorischen Österreichischen Nationalkomitees (POEN) und später Mitglied der SPÖ. Nach dem Ende des Kriegs fuhr Lemberger als Abgesandter der SPÖ nach Schweden, um den Politiker und späteren österreichischen Bundeskanzler Bruno Kreisky aus dem politischen Exil zu holen. Zwar blieb Kreisky vorerst in Schweden, sah in Lemberger von nun an allerdings einen politischen Vertrauten, durch den er beispielsweise im Dezember 1961 ein „Assoziationsansuchen“ Österreichs an die EWG überreichen ließ, und bei dessen Beerdigung Kreisky eine Trauerrede hielt. Im November 1945 trat er in den diplomatischen Dienst ein und wurde später österreichischer Botschafter in Brüssel (ab 1958), Washington, D.C. (ab 1965) und Paris (ab 1969).  Er wurde am Friedhof der Feuerhalle Simmering bestattet (Abt. 8, Ring 3, Gruppe 3, Nr. 113).